# Championship Manager 01/02
Championship Manager 01/02 (também conhecido como CM 01/02) é um jogo de gerência esportiva para computadores, produzido pela Sports Interactive no ano de 2001. É considerado por jogadores e "amantes" do jogo como o melhor da série Championship Manager.

## Características
O motor de visualização do jogo consiste na visualização da narração do jogo de forma escrita, fazendo com que o jogador tenha a possibilidade de acompanhar todos os lances da partida virtual.
Alguns jogadores confirmam que o jogo tem menos recursos do que algumas versões mais recentes da série, mas o preferem porque o jogo é mais leve, o que o torna mais rápido. Também tem uma interface gráfica simples mas bem construída, o que torna a jogabilidade melhor.

## Ligas jogáveis

### Europa
- Alemanha
- Bélgica
- Croácia
- Dinamarca
- Escócia
- Espanha
- Finlândia
- França
- Grécia
- Holanda
- Inglaterra
- Itália
- Irlanda
- Irlanda do Norte
- Noruega
- País de Gales
- Polônia
- Portugal
- Rússia
- Suécia
- Turquia

### Resto do Mundo
- Argentina
- Austrália
- Brasil
- Coreia do Sul
- Estados Unidos
- Japão

## Atualizações
O jogo segue sendo atualizado pelo fórum britânico Champman, que lançava 2 updates por ano (geralmente em Abril e Outubro), porém a partir de 2025, vai passar ter apenas 1 ( programado para outubro)
O game, por retratar a temporada de 2001/02, mesmo jogado com uma database atualizada, na sua forma original possui os campeonatos com formatos defasados: Brasileirão com 28 times e em mata-mata, ocorre a Copa dos Campeões, que não ocorre desde 2002, o Mundial de Clubes da FIFA ocorre a cada 2 anos e outras coisas, além é claro, o jogo têm início no ano de 2002, o que faz os históricos de jogadores e campeonatos não terem datas corretas. Porém nesse mesmo fórum, se encontra o CMPatcher, programa criado pelo Tapani e melhorado pelo Nick que possibilita iniciar o jogo em 2024/25, além de acrescentar algumas coisas ao jogo, porém as competições mantém o seu formato original apesar disso.
No entanto é possível jogar a liga Brasileira no seu formato mais real e atual. 
No site do Coalizão Update  e nos canais do CMBoaz, irá encontrar o CLZ Leagues Patch, que de 2015 até meados de 2023 ,se chamava GSMod. 
O CLZ é uma versão modificada  update do Champman, contendo modificações na liga brasileira, como: Brasileirão Serie A e Serie B com 20 times e em pontos corridos, Serie C com 20 times, porem com mata mata e Serie D com 36 times, num turno único com pontos corridos. Também foi retirada a Copa dos Campeões, sendo incluído a Copa do Nordeste em seu lugar. Corrigido limite de estrangeiros, calendário libertadores com final em jogo único, além de melhorias nos times brasileiros e sulamericanos. Além do que foi descrito anteriormente, também tem uma MLS mais parecida com o formato real e a inclusão das ligas da Suíça, da Arábia, do México e da Africa do Sul no jogo. Essas modificações foram idealizadas  e feitas inicialmente pelo Giovani Santana, que as parou de fazer em outubro de 2023. Depois dessa data, quem segue seu legado é o grupo do Coalizão, que rebatizou a edição com o novo nome.